# 赣南采茶戏
赣南采茶戏是采茶戏的一个分支，主要流行于赣南、闽北和粤西，又称“灯子戏”、“茶篮戏”，被田汉誉为“中国戏曲百花园中的一朵奇葩”。据称，赣南采茶戏已有400余年历史，可以追溯到明清时期赣南茶农在采茶时鼓气解乏的山歌。

## 艺术特点
在音乐上，赣南采茶戏善用勾筒（二胡）、唢呐、锣鼓、笛子、钹等乐器，音乐灵动俏皮。赣南采茶戏共有二百八十余首曲牌，可分为“茶腔”、“灯腔”、“路腔”、“杂调”四类。
在表演上，赣南采茶戏主要有小生、小丑、小旦三个行当，有“三角成班，两小当家”的说法。赣南采茶戏十分注重丑角的功能，在《茶童哥》《刘二上路》等剧目中，丑角以其诙谐的表演、精湛的技术推动表演节奏、带动剧场气氛，具有“虚实相生”“丑中见美”的艺术特点。
具体到技术层面，赣南采茶戏有三大技巧（扇子功、矮子步、单袖筒）、两大模拟（动物模拟、情态模拟）和五大调（《斑鸠调》《上山调》《牡丹调》《送朗调》《茶童调》）。扇子功、矮子步、单袖筒均是从茶农扇风、挑担、擦汗的动作神态中演化出的舞蹈动作，又被称为赣南采茶戏“三绝”。

## 保护传承
2006年，赣南采茶戏入选第一批国家级非物质文化遗产名录。
截至2025年，在中国非物质文化遗产网上可查询到的由赣州市申报的赣南采茶戏非遗传承人仅有一人，系出生于1946年的陈宾茂，非遗保护单位则是赣南艺术创作研究所。十余年来，赣南艺术创作研究所创排的采茶戏《山歌情》、《八子参军》、《永远的歌谣》、《一个人的长征》均获中宣部“五个一工程奖”，其中《一个人的长征》还获文化和旅游部“文华大奖”。
赣南采茶戏的传承目前主要有两种方式，一是通过剧团、高校等专业机构以“口传心授”的方式加以保护，二是在中小学开展“灵活随机”的教学方式加以传承。北京舞蹈学院采茶班、赣南师范大学音乐学院采茶专业、赣州高等师范专科学校定向赣南采茶戏班都是高校保护的典型，在教学过程中，还形成了《赣南采茶声乐声腔教学曲目选集》《赣南采茶戏音乐》《赣南采茶舞蹈研究》《江西赣南采茶歌舞艺术》《赣南采茶戏》《赣南采茶戏旦角唱腔艺术》《赣南采茶舞蹈教材与教学实践》等经典著作。而在中小学开展的采茶戏教学主要以兴趣课的形式开展，并在学校和市级汇演中演出。
但赣南采茶戏的传承保护仍存在人才匮乏、传承方式单一、观众萎缩等问题。